# Mamma Mia (singel)
Mamma Mia – singel szwedzkiego zespołu ABBA, z trzeciego albumu ABBA. Jedna z bardziej znanych piosenek kwartetu, dotarła na pierwsze miejsce brytyjskiej listy przebojów. Do utworu nagrany został teledysk. W 1980, powstała hiszpańska wersja piosenki, umieszczona została na albumie Gracias por la música.